# Liste der Kulturdenkmäler in Wittlich
In der Liste der Kulturdenkmäler in Wittlich sind alle Kulturdenkmäler der rheinland-pfälzischen Stadt Wittlich einschließlich der Stadtteile Bombogen, Dorf, Lüxem, Neuerburg und Wengerohr aufgeführt. Grundlage ist die Denkmalliste des Landes Rheinland-Pfalz (Stand: 10. August 2023).

## Wittlich

### Denkmalzonen
| Bezeichnung                                | Lage                                                                                     | Baujahr                                       | Beschreibung | Bild                           |
| ------------------------------------------ | ---------------------------------------------------------------------------------------- | --------------------------------------------- | --- | ------------------------------ |
| Denkmalzone Bergweiler Weg                 | Bergweiler Weg 18–28 (gerade Nummern) Lage                                               | 1920er Jahre                                  | von der Reichsbahn errichtete Wohnhäuser; Zweispänner, Walmdachbauten auf Bossenquadermauersockel, 1920er Jahre | BW                             |
| Denkmalzone Burgstraße/Karrstraße          | Burgstraße 20–30 (gerade Nummern), Karrstraße 2–12 (gerade Nummern) Lage                 | 19. Jahrhundert                               | geschlossene Häuserzeile auf halbkreisförmigem Grundriss, die auf dem um 1800 aufgegebenen Kirchhof um die Markuskirche errichtet wurde; zumeist dreigeschossige Wohn- und Geschäftshäuser, 19. Jahrhundert; Nr. 20 vom Ende des 19. Jahrhunderts, Nr. 22 im Kern aus dem 18. Jahrhundert, Nr. 24 und 26 aus der Mitte des 19. Jahrhunderts, Nr. 28 im Kern aus dem frühen 19. Jahrhundert, um 1850 und im 20. Jahrhundert modernisiert, Nr. 30 von 1828, Umbau um 1900; kennzeichnendes Straßenbild                                                                               | Fotos hochladen                |
| Denkmalzone Burgstraße 3–37                | Burgstraße 3–37 (ungerade Nummern) Lage                                                  | 19. Jahrhundert                               | geschlossen bebaute Nordseite der kurvig verlaufenden Burgstraße, zwei- und dreigeschossige Putzbauten, heutige Erscheinung überwiegend aus dem 19. Jahrhundert, im Kern teilweise älter; Nr. 5 und 13 aus der Mitte des 19. Jahrhunderts, Nr. 7, 9, 15 und 21 vom Ende des 19. Jahrhunderts, Nr. 11 im Kern aus dem 18. Jahrhundert, Nr. 23 1935 unter Verwendung älterer Teile; straßenbildprägend | Fotos hochladen                |
| Denkmalzone Burgstraße 36–42               | Burgstraße 36, 38, 40, 42 Lage                                                           | Mitte des 19. und Anfang des 20. Jahrhunderts | geschlossene Häuserzeile auf der Südseite der Burgstraße, die zusammen mit der Bebauung der gegenüberliegenden Straßenseite ein kennzeichnendes Straßenbild ergibt (Nr. 36 Wohn- und Geschäftshaus, 1907/08; Nr. 38, neuklassizistisch, 1912; Nr. 40 um 1910; Nr. 42 aus der Mitte des 19. Jahrhunderts) | BW                             |
| Denkmalzone Friedhof                       | Burgstraße Lage                                                                          | 1791                                          | 1791 im Stadtgrabengelände angelegt, erweitert in der Mitte des 19. Jahrhunderts und 1918/19 von Kreisbaumeister Johannes Vienken als Reformfriedhof, bis Mitte des 20. Jahrhunderts belegt; Grabmäler: Gruppe von Pfarrergrabmälern; Familie J. Keller, 1907 von A. Schüller, Trier; Kriegerdenkmal, 1880er Jahre, in der Umfassungsmauer; Kriegerdenkmal 1914/18, in den späten 1950er Jahren von Johannes Scherl erweitert; Ehrenfriedhof, späte 1950er Jahre, Architekt Karnatz, Trier; Friedhofskapelle mit Glasfenster, von Georg Meistermann, 1950er Jahre, Relief von 1921 | BW                             |
| Denkmalzone Friedrichstraße                | Friedrichstraße 1–15 (ungerade Nummern) Lage                                             | 1898 bis 1904                                 | Zeile gut- bis großbürgerliche historistischer Wohnhäuser auf der Nordseite der Friedrichstraße, 1898 bis 1904 | BW                             |
| Denkmalzone Himmeroder Straße 10–34        | Himmeroder Straße 10–34 (gerade Nummern) Lage                                            | zweite Hälfte des 19. Jahrhunderts            | geschlossene Bebauung auf der Ostseite der Himmeroder Straße aus zwei- und dreigeschossigen schmalen Wohnhäusern, späteres 19. Jahrhundert, im Kern teilweise älter | BW                             |
| Denkmalzone Himmeroder Straße 37–51        | Himmeroder Straße 37–51 (ungerade Nummern) Lage                                          | um 1900                                       | geschlossene Häuserzeile auf der Westseite der Himmeroder Straße mit Putz- und Klinkerbauten, um 1900; kennzeichnendes Straßenbild | BW                             |
| Denkmalzone Himmeroder Straße 52–56        | Himmeroder Straße 52, 54, 56 Lage                                                        | um 1900                                       | drei späthistoristische Wohnhäuser: Nr. 56 von 1895, Nr. 58 um 1895, Nr. 52 um 1900; straßenbildprägend | BW                             |
| Denkmalzone Justizvollzugsanstalt Wittlich | Fallerweg 1–41 (ungerade Nummern), 30, 32 und Trierer Straße 22–62 (gerade Nummern) Lage | 1897 bis 1902                                 | beispielhafter preußischer Gefängnisneubau mit Siedlung, sandsteingegliederte verputzte Backsteinbauten, neuromanische Motive, 1897 bis 1902 (Geheimer Baurat Saal, Landbauinspektor Uber, Landbaudirektor Fülles); sogenannte panoptische Anlage: Dreiflügelanlage mit zentraler Überwachungsmöglichkeit, Männergefängnis, Frauengefängnis, Kirche; Innenausstattung im Wesentlichen erhalten; an den äußeren Rändern der Terrains die Wohnbauten für die im Gefängnis beschäftigten Verwaltungsbeamten, Aufseher und Lehrer                                                      | weitere Bilder Fotos hochladen |
| Denkmalzone Kurfürstenstraße               | Kurfürstenstraße 11–25 (ungerade Nummern) Lage                                           | 1885 bis 1908                                 | platzbildprägende Gruppe unterschiedlicher Wohn- und Geschäftsbauten am ehemaligen Viehmarkt, 1885 bis 1908 | BW                             |
| Denkmalzone Marktplatz                     | Marktplatz 1–10, Burgstraße 1, Neustraße 1 und 2 Lage                                    |                                               | geschlossene Umbauung des Marktplatzes, im Kern barocke zwei- und dreigeschossige Bürgerhäuser, Rathaus, ehemalige Posthalterei, kurfürstliche Apotheke | Fotos hochladen                |
| Denkmalzone Neustraße                      | Neustraße 13–21 (ungerade Nummern) Lage                                                  | um 1860                                       | beidseitige Bebauung der Stichstraße mit landwirtschaftlichen Höfen, um 1860; straßenbildprägend | BW                             |
| Denkmalzone Oberstraße                     | Oberstraße 1–54, Kegelbahnstraße 2 Lage                                                  | 18. Jahrhundert                               | geschlossene Bebauung der Oberstraße und ihrer Verbindung zur Kegelbahnstraße, kleinteilige Wohn- und Wirtschaftsbauten von Bauern und Handwerkern, im Kern oft aus dem 18. Jahrhundert | BW                             |
| Denkmalzone Trierer Landstraße             | Trierer Landstraße 73–85 (ungerade Nummern) Lage                                         | 1924–27                                       | Wohnbauten der Wittlicher Baugenossenschaft, zu zwei Blocks zusammengefasst, Putzbauten mit Walmdächern, 1924–27 | BW                             |
| Denkmalzone Trierer Straße                 | Trierer Straße 1–15 (ungerade Nummern) Lage                                              | 18. Jahrhundert oder früher                   | geschlossene Bebauung einer der ältesten Straßen der Stadt, dreigeschossige Putzbauten, heutiges Erscheinungsbild aus dem 19. Jahrhundert, im Kern wohl wesentlich älter; kennzeichnendes Straßenbild | BW                             |
| Denkmalzone Jüdischer Friedhof             | westlich der Stadt und östlich von Hof Failz Lage                                        | um 1670                                       | spätestens um 1670 angelegt; ältere verwitterte sowie klassizistische und historistische Grabsteine | BW                             |

### Einzeldenkmäler
| Bezeichnung                          | Lage                                                 | Baujahr                            | Beschreibung | Bild                           |
| ------------------------------------ | ---------------------------------------------------- | ---------------------------------- | --- | ------------------------------ |
| Wohnhaus                             | Altneugasse 1 Lage                                   | Anfang des 18. Jahrhunderts        | zweiteiliges Wohnhaus, Anfang des 18. Jahrhunderts und bezeichnet 1842, Fachwerkgeschoss (1842?) | BW                             |
| Villa                                | Altricher Weg 2 Lage                                 | 1911                               | stattliche Walmdach-Villa, 1911, Architekt Johannes Vienken; mit Ausstattung, Garten | BW                             |
| Katholische Pfarrkirche St. Bernhard | Auf’m Geifen, zu Nr. 12 Lage                         | 1953–55                            | massiger Putzbau mit Glockenturm, 1953–55, Architekt Willi Weyres unter Mitarbeit von K. Bong, Köln | BW                             |
| Haus Bohlen                          | Burgstraße 1 Lage                                    | erste Hälfte des 18. Jahrhunderts  | Wohn- und Geschäftshaus mit Mansarddach, erste Hälfte des 18. Jahrhunderts | BW                             |
| Wohn- und Geschäftshaus              | Burgstraße 18 Lage                                   | 1685                               | Wohn- und Geschäftshaus, bezeichnet 1685 | Fotos hochladen                |
| Gasthaus                             | Burgstraße 31a Lage                                  | 1907                               | ehemaliges Gasthaus „Zum Kurfürsten“; sandsteingegliederter Putzbau, Fachwerkgiebel, 1907, Architekt wohl Johannes Vienken; Wappenstein Kurfürst Karl Kaspar von der Leyen, wohl um 1666 | Fotos hochladen                |
| Wappenstein                          | Burgstraße, an Nr. 34 Lage                           | Mitte des 17. Jahrhunderts         | Wappenstein; Wappen des Lothar Braun von Schmidtburg, Mitte des 17. Jahrhunderts | Fotos hochladen                |
| Wohn- und Geschäftshaus              | Burgstraße 36 Lage                                   | 1907/08                            | zweiflügeliges Wohn- und Geschäftshaus, Putzbau mit zweigeschossigem Fachwerkgiebel, 1907/08, Architekt J. Friedhofen, Koblenz | Fotos hochladen                |
| Hotel                                | Burgstraße 49 Lage                                   | 1906                               | ehemaliges Hotel Restaurant Mürtz; dreigeschossiges historisierendes Eckwohn- und Geschäftshaus, Neurenaissancemotive, eingeschossiger Terrassenanbau, bezeichnet 1906, Architekt Dückeny | Fotos hochladen                |
| Hofanlage                            | Burgstraße 54 Lage                                   | 1826                               | Hofanlage, 1826; dreigeschossiges Wohnhaus mit Krüppelwalmdach und Wintergarten um 1900, rückwärtiges Ökonomiegebäude mit Torfahrt, Tabakschuppen mit Brennhaus, Wirtschaftsgebäude an der Umfassungsmauer, Hofraum; bauliche Gesamtanlage | BW                             |
| Burgtor                              | Burgstraße 57 Lage                                   | 1317                               | Rest der Stadtbefestigung von 1317; Putzbau mit barocker Haube; Pietà-Relief, wohl aus dem 17. Jahrhundert; Schaftkreuz, 1703, wohl aus der Werkstatt der Gebrüder Wolff | Fotos hochladen                |
| Fallerkapelle                        | Fallerweg Lage                                       | 1718                               | Satteldachbau mit Dachreiter, bezeichnet 1718; Kreuzwegstationen: 13 Stationen, Sandstein und Ton, 1859 von August Michels, Koblenz; Bildstock, 1742; bauliche Gesamtanlage | BW                             |
| Villa                                | Friedrichstraße 1 Lage                               | 1902/03                            | stattliche Walmdach-Villa, Neurenaissancemotive, 1902/03, Architekt Bauinspektor Fülles | BW                             |
| Wohnhaus                             | Friedrichstraße 2 Lage                               | 1904/05                            | späthistoristisches Eckwohnhaus, 1904/05, Architekt Jakob Marschall; straßenbildprägend | BW                             |
| Casino                               | Friedrichstraße 4 Lage                               | 1898/99                            | repräsentativer Putzbau mit Bühnenanbau und Turm; 1898/99, Architekt Bauinspektor Fülles | BW                             |
| Wohnhaus                             | Friedrichstraße 21/23 Lage                           | 1906                               | anspruchsvolles späthistoristisches Doppelwohnhaus, 1906, Architekt Gustav Karutz | BW                             |
| Wohnhaus                             | Friedrichstraße 25 Lage                              | 1922                               | repräsentatives Wohnhaus mit Walmdach, Verandaanbau, 1922, Architekt Johannes Vienken | BW                             |
| Wohnhaus                             | Friedrichstraße 27 Lage                              | 1922                               | repräsentatives Wohnhaus, neuklassizistischer Walmdachbau, expressionistische Einflüsse, 1922, Architekt Johannes Vienken | BW                             |
| Maschinenfabrik Wintrich             | Gerberstraße Lage                                    | 1828                               | Hammerwerk und Lohmühle, 1828 nachgewiesen, Erweiterung spätestens um 1900; unterschlächtiges Mühlrad, Teile der Transmission und Maschinen | BW                             |
| Säubrennerklause                     | Himmeroder Straße, an Nr. 1, 1a und 1b Lage          | 17. Jahrhundert                    | von einem im Kern dem 17. Jahrhundert entstammenden Gebäude die Straßenfassade und giebelseitig ein polygonaler Treppenturm erhalten | Fotos hochladen                |
| Wohnhaus                             | Himmeroder Straße 6 Lage                             | 1708                               | im Kern mittelalterlicher Putzbau, bezeichnet 1708, Umbau im frühen 19. Jahrhundert; im Hof kreuzgratgewölbter Keller, um 1400 | BW                             |
| Wohnhäuser                           | Himmeroder Straße 9/11 Lage                          | 1884                               | Wohnhausgruppe, neuklassizistische Motive, 1884 | BW                             |
| Wohnhaus                             | Himmeroder Straße 17 Lage                            | um 1780                            | sechsachsiger Putzbau, um 1780, neuklassizistischer Umbau bezeichnet 1884 | BW                             |
| Wohn- und Geschäftshaus              | Himmeroder Straße 19 Lage                            | 1906                               | dreigeschossiges Eckwohn- und Geschäftshaus mit Mansarddach, 1906, Architekt Jakob Marschall; ortsbildprägend | BW                             |
| Hotel Eifeler Hof                    | Himmeroder Straße 31 Lage                            | 1905                               | dreigeschossiger späthistoristischer Sandsteinbau (verputzt), bezeichnet 1905, Architekt wohl Jakob Marschall | BW                             |
| Synagoge Wittlich                    | Himmeroder Straße 44 Lage                            | 1910                               | monumentaler romanisierender Bruchstein- und Putzbau, Heimatstil- und Jugendstilmotive, 1910, Architekt Johannes Vienken, 1938 demoliert, seit 1977 Kulturzentrum | weitere Bilder Fotos hochladen |
| Wohnhaus                             | Himmeroder Straße 46 Lage                            | 1912                               | dreiachsige Wohnhaus mit Walmdach, 1912 | BW                             |
| Villa Lüttiken                       | Himmeroder Straße 50 Lage                            | 1911                               | repräsentativer Mansarddachbau, 1911, Architekt Johannes Vienken | BW                             |
| Wohnhaus                             | Kalkturmstraße 36 Lage                               | 1913/14                            | Direktorenwohnhaus der 1913/14 errichteten Holzindustrie, neuklassizistisch, Aufstockung 1935, Architekt Wiebel, Köln | BW                             |
| Wohnhaus                             | Karrstraße 3 Lage                                    | vor 1900                           | dreigeschossiger sandsteingegliederter Klinkerbau, vor 1900 | BW                             |
| Wohn- und Geschäftshaus              | Karrstraße 13 Lage                                   | um 1780                            | dreigeschossiger barocker Putzbau, um 1780, Ladeneinbau 1920er Jahre, Muschelnische mit Marienfigur | BW                             |
| Pfarrgarten                          | Karrstraße, bei Nr. 14 Lage                          | ab 1700                            | Kirchhofportal von Conrad Wolff, Wittlich, um 1700; Dreifaltigkeitsbildstock, zweite Hälfte des 18. Jahrhunderts; Friedhofskreuz, 1892; barockes Grabkreuz; zwei Sandsteinreliefs, frühes 20. Jahrhundert | Fotos hochladen                |
| Haus Daus                            | Karrstraße 19/21 Lage                                | frühes 16. Jahrhundert             | Putzbau mit Zwillings- und Drillingsfenstern, im Kern aus dem früheren 16. Jahrhundert, Umbau 1686 | Fotos hochladen                |
| Wohn- und Geschäftshaus              | Karrstraße 26 Lage                                   | Ende des 18. Jahrhunderts          | Zeilenwohn- und Geschäftshaus, Ende des 18. Jahrhunderts, Umbau um 1900 | Fotos hochladen                |
| Wohnhaus                             | Karrstraße 28 Lage                                   | spätes 17. Jahrhundert             | dreigeschossiger Putzbau, spätes 17. Jahrhundert | Fotos hochladen                |
| Wohnhaus                             | Karrstraße 29 Lage                                   | 1853                               | dreigeschossiger Krüppelwalmdachbau, 1853; straßenbildprägend | BW                             |
| Wohnhaus                             | Karrstraße 31a Lage                                  | spätes 17. Jahrhundert             | Putzbau, im Kern aus dem späten 17. Jahrhundert | BW                             |
| Wohnhaus                             | Karrstraße 34 Lage                                   | 1697                               | dreigeschossiger barocker Putzbau, bezeichnet 1697, Umbau bezeichnet 1737, Torbogen zu Nr. 32 | BW                             |
| Wohnhaus                             | Karrstraße 36 Lage                                   | um 1600                            | Winkelbau mit Mansarddach, im Kern um 1600, Umbau 1753 | BW                             |
| Katholische St. Markuskirche         | Kirchstraße Lage                                     | 1707/08–24                         | spätgotischer Chor; querhauslose barocke Pfeilerbasilika, 1707/08–24, Architekt Philipp Honorius Ravensteyn, Turmerhöhung und Dachreiter 1722, Architekt Johann Georg Judas; Glasfenster 1952 nach Entwürfen von Maurice Rocher, Heinrich Dieckmann, Georg Meistermann und Alois Stettner; mit Ausstattung; ortsbildprägend; drei Grabplatten, 17. Jahrhundert  | Fotos hochladen                |
| Wohnhaus                             | Kirchstraße 4 Lage                                   | 1870er Jahre                       | dreigeschossiger Sandstein-/Schieferbruchsteinbau, neuklassizistische Motive, 1870er Jahre | BW                             |
| Antonius-Kapelle                     | Klausener Weg, an Nr. 2 Lage                         | um 1914                            | gotisierender Kreuzdachbau, um 1914 | BW                             |
| Wohnhaus                             | Koblenzer Straße 4 Lage                              | 1898                               | sandsteingegliederter späthistoristischer Putzbau, bezeichnet 1898 | BW                             |
| Wohnhaus                             | Koblenzer Straße 9/11 Lage                           | um 1900                            | späthistoristisches Doppelwohnhaus, um 1900, Architekt Josef Bungert | BW                             |
| Wohnhaus                             | Koblenzer Straße 14/16 Lage                          | 1904                               | späthistoristisches Doppelwohnhaus, 1904, Architekt Jakob Marschall | BW                             |
| Villa Else                           | Koblenzer Straße 19 Lage                             | 1901                               | stattliches späthistoristisches Wohnhaus, bezeichnet 1901 | BW                             |
| Verlassen Kreuz                      | Koblenzer Straße, bei Nr. 91 Lage                    | 1645                               | Wegekreuz; Schaftkreuz, Sandstein, bezeichnet 1645 | BW                             |
| Verbandsgemeindeverwaltung           | Kurfürstenstraße 1 Lage                              | 1842                               | dreigeschossiger klassizistischer Krüppelwalmdachbau, bezeichnet 1842, Erweiterung 1857; rückwärtiger Bau um 1850; Tor, bezeichnet 1842 | Fotos hochladen                |
| Straßenneubauamt                     | Kurfürstenstraße 3 Lage                              | 1912                               | ehemalige Kreissparkasse; repräsentativer neuklassizistischer Walmdachbau, bezeichnet 1912, Architekt Johannes Vienken | BW                             |
| Kreishaus                            | Kurfürstenstraße 16 Lage                             | 1911–13                            | schlossartige neubarocke Dreiflügelanlage, 1911–13, Architekt Paul Schultze-Naumburg | BW                             |
| Gasthof                              | Kurfürstenstraße 19 Lage                             | 1903                               | anspruchsvoller Gasthof mit Walmdach, Neurenaissancemotive, bezeichnet 1903, Architekt wohl Jakob Marschall; straßenbildprägend | BW                             |
| Wohnhaus                             | Kurfürstenstraße 21 Lage                             | 1928                               | neubarocker Mansarddachbau, 1928, Architekt Johannes Vienken | BW                             |
| Schulhaus                            | Kurfürstenstraße 23 Lage                             | zweite Hälfte des 19. Jahrhunderts | ehemalige Höhere Stadtschule; Flügelbau mit Kniestock, zweite Hälfte des 19. Jahrhunderts, davor neubarocker Mansarddachbau, 1920, Architekt Johannes Vienken | BW                             |
| Gasthaus Alt-Wittlich                | Kurfürstenstraße 47 Lage                             | 1925/26                            | ehemalige Ortskrankenkasse; stattlicher Walmdachbau, expressionistische Motive, 1925/26, Architekt Johannes Vienken | BW                             |
| Wohnhaus                             | Kurfürstenstraße 57 Lage                             | 1920er Jahre                       | ehemaliges Wohnhaus eines Forstbeamten; ländlicher sandsteingegliederter Putzbau, 1920er Jahre | BW                             |
| Oberförsterei                        | Kurfürstenstraße 59 Lage                             | 1899                               | ehemaliges Staatliches Forstamt; vielgliedriger historisierender Baukörper, 1899, Architekt Bauinspektor Fülles | BW                             |
| Wohnhaus                             | Marienstraße 10 Lage                                 | 1921                               | repräsentativer Walmdachbau, 1921, Architekt Johannes Vienken | BW                             |
| Posthalterei                         | Marktplatz 3 Lage                                    | nach 1725                          | ehemalige Posthalterei, dann Sitz der preußischen Verwaltung, Gasthof, Lebensmittelgroßhandlung; dreigeschossiger, siebenachsiger Mansarddachbau über hohem Keller, nach 1725, Umbau bezeichnet 1753 | Fotos hochladen                |
| Hotel Well                           | Marktplatz 5 Lage                                    | Ende des 17. Jahrhunderts          | ehemaliges Gasthaus Zum Wolf; repräsentativer dreigeschossiger Mansarddachbau, gegen Ende des 17. Jahrhunderts, Architekt Conrad Wolff | Fotos hochladen                |
| Marktschenke                         | Marktplatz 6 Lage                                    | um 1700                            | ehemaliges Haus Neuerburg; zweieinhalbgeschossiger, fünfachsiger Putzbau, im Kern wohl spätgotisch, heutige Erscheinung um 1700 | Fotos hochladen                |
| Wohn- und Geschäftshaus              | Marktplatz 7 Lage                                    | 1910                               | dreigeschossiges Wohn- und Geschäftshaus auf trapezförmigem Grundriss, 1910, Architekten Johannes Vienken und Heinz Wiemers, Wittlich | BW                             |
| Wohn- und Geschäftshaus              | Neustraße 1 Lage                                     | 1912                               | dreigeschossiger barockisierender Mansarddachbau, 1912, Architekt Robert Tauschke | Fotos hochladen                |
| Rathaus                              | Neustraße 2 Lage                                     | 1650–52                            | Putzbau auf unregelmäßigem Grundriss, 1650–52, nach Bränden 1689 und 1707 mit barocken Zufügungen wiederhergestellt, rückwärtige Erweiterung 1922–24, Architekt Johannes Vienken unter Beratung von Professor Jahn, Düsseldorf; Glasfenster, 1954 von Georg Meistermann                                                                                         | Fotos hochladen                |
| Hotel                                | Neustraße 11 Lage                                    | um 1870                            | ehemaliges Hotel; sandsteingegliederter Putzbau, um 1870; rückwärtig Tabakscheune, späteres 19. Jahrhundert | Fotos hochladen                |
| Portal                               | Obere Kordel, an Nr. 13 Lage                         | 1797                               | Oberlichtportal, bezeichnet 1797 | BW                             |
| Wohnhaus                             | Oberstraße 3 Lage                                    | 1763                               | Haushälfte mit Fachwerkgiebel (verputzt), bezeichnet 1763 | BW                             |
| Wohnhaus                             | Oberstraße 18 Lage                                   | um 1750                            | dreigeschossiger schmaler Putzbau, um 1750 | BW                             |
| Wohnhaus                             | Oberstraße 20 Lage                                   | erste Hälfte des 18. Jahrhunderts  | schmaler Putzbau, erste Hälfte des 18. Jahrhunderts | BW                             |
| Hofanlage                            | Oberstraße 44 Lage                                   | 18. Jahrhundert                    | Einfirstanlage, im Kern aus dem 18. Jahrhundert, Umbau bezeichnet 1848, Nebengebäude um 1900 erneuert; Spolien | BW                             |
| Wohnhaus                             | Rommelsbach 1 Lage                                   | 1900                               | Krüppelwalmdachbau, Neurenaissancemotive, 1900; ortsbildprägend | BW                             |
| Wohnhaus                             | Rommelsbach 6 Lage                                   | um 1900                            | dreigeschossiger Mansarddachbau, Jugendstilmotive | BW                             |
| Weingut Albertz                      | Rommelsbach 16–18 Lage                               | spätes 19. Jahrhundert             | Wohnhaus und Kellerei, spätes 19. Jahrhundert; Nr. 16: Putzbau, im Kern von 1870, Umbau 1905, Architekt Jakob Marschall, Nr. 18: barockisierender Mansarddachbau, 1919–21; bauliche Gesamtanlage | BW                             |
| Wohn- und Geschäftshaus              | Schloßplatz 9, Schloßstraße 10 Lage                  | 1895                               | Eckbau, heutige Erscheinung von 1895, Architekt Jakob Marschall; straßenbildprägend | BW                             |
| Wohn- und Geschäftshaus              | Schloßstraße 1 Lage                                  | 1912                               | dreigeschossiger Mansarddachbau, klassizistische Motive, 1912, Architekt Johannes Vienken; ortsbildprägend | BW                             |
| Post                                 | Schloßstraße 3 Lage                                  | 1932–34                            | zweigliedrige flachgedeckte Anlage auf gefliestem Sockel, 1932–34, Architekt Baurat Ebner | BW                             |
| Sparkasse                            | Schloßstraße 4 Lage                                  | 1955                               | dreigeschossiger Stahlbetonskelettbau, niedrigere Anbauten, 1955, Architekt Stang, Düsseldorf; drei Bronzefiguren von Hanns Scherl | Fotos hochladen                |
| Wohnhaus                             | Schloßstraße 32 Lage                                 | um 1900                            | späthistoristischer sandsteingegliederter Ziegelbau, um 1900 | BW                             |
| Wohnhaus                             | Tiergartenstraße 16 Lage                             | 1890                               | vierachsiger Putzbau, Neurenaissancemotive, 1890 | BW                             |
| Gasthaus Zur Kastanie                | Trierer Landstraße 1, Römerstraße 2 Lage             | Mitte des 19. Jahrhunderts         | zwei Krüppelwalmdachbauten, niedrigerer Verbindungsbau, Mitte des 19. Jahrhunderts; bauliche Gesamtanlage | BW                             |
| Wohnhaus                             | Trierer Landstraße 2 Lage                            | 1898                               | sandsteingegliederter späthistoristischer Putzbau, 1898 | BW                             |
| Wohnhaus                             | Trierer Landstraße 7 Lage                            | 1924/25                            | neuklassizistischer Walmdachbau, 1924/25, Architekt Johannes Vienken; Fenster von Georg Meistermann | BW                             |
| Evangelische Christuskirche          | Trierer Landstraße, neben Nr. 11 Lage                | ab 1858                            | neugotischer Saalbau, ab 1858, Kommunalbaumeister Gerhard, Mönchengladbach mit Änderungen von Baurat Stüler, Berlin, und Hoff, Trier; Glockenturm 1960, Architekt Heinrich Otto Vogel, Trier | weitere Bilder Fotos hochladen |
| Gartenpavillon                       | Trierer Landstraße, bei Nr. 11 Lage                  | vor 1856                           | ehemaliger Gartenpavillon; Mansarddachbau, 1856 aufgestockt | BW                             |
| Wohnhaus                             | Trierer Landstraße 12 Lage                           | 1925                               | Krüppelwalmdachbau, eingeschossiges Rückgebäude mit Mansarddach, 1925, Architekt Heinz Wiemers | BW                             |
| Wohnhaus                             | Trierer Landstraße 14 Lage                           |                                    | repräsentativer Putzbau mit Mansardgiebeldach, 1912, Architekt Claus Mehs, Frankfurt; ortsbildprägend | BW                             |
| Wohnhaus                             | Trierer Landstraße 16 Lage                           | 1896                               | sandsteingegliederter Klinkerbau, Neurenaissancemotive, 1896; ortsbildprägend | BW                             |
| Justizvollzugsanstalt                | Trierer Landstraße 18 Lage                           | 1866/67                            | ehemaliges Krankenhaus; sandsteingegliederter Putzbau, 1866/67, Architekt Bauinspektor Opel, Merseburg; Flügelanbauten, 1902, Architekt Kreisbaumeister Köchling; Aufstockung in den 1950er Jahren; ortsbildprägend | BW                             |
| Justizvollzugsanstalt                | Trierer Landstraße 20 Lage                           | 1945–52                            | ehemaliges Kreiskrankenhaus St. Elisabeth; ursprünglich asymmetrische Anlage, rückwärtig Kapelle, 1945–52, Architekt Johannes Vienken, neuklassizistischer Südflügel jünger | BW                             |
| Wohnhaus                             | Trierer Landstraße 25 Lage                           | 1905/06                            | historisierender Putzbau, 1905/06; rückwärtig Wirtschaftsgebäude in Sichtmauerwerk | BW                             |
| Wohnhaus                             | Trierer Straße 4 Lage                                | 17. Jahrhundert                    | schmales dreigeschossiges Zeilenwohnhaus, im Kern aus dem 17. Jahrhundert, Aufstockung um 1900 | BW                             |
| Wohnhaus                             | Trierer Straße 8 Lage                                | um 1800                            | dreigeschossiger Putzbau, um 1800, im Kern älter | BW                             |
| Wohnhaus                             | Trierer Straße 9 Lage                                | spätes 18. Jahrhundert             | dreigeschossiger Putzbau, spätes 18. Jahrhundert | BW                             |
| Wohnhaus                             | Trierer Straße 10 Lage                               | um 1785                            | schmaler dreigeschossiger Mansarddachbau, um 1785 | BW                             |
| Wohnhaus                             | Trierer Straße 12 Lage                               | 1763                               | ehemaliges Gerberhaus; Mansarddachbau mit asymmetrische Fassade, bezeichnet 1763, im Kern wohl älter; ortsbildprägend | Fotos hochladen                |
| Wohnhaus                             | Trierer Straße 14, Feldstraße 15 Lage                | 1688                               | Krüppelwalmdachbau, Renaissancemotive, bezeichnet 1688, Umbau und Erweiterung bezeichnet 1810 | Fotos hochladen                |
| Wohnhaus                             | Trierer Straße 31 Lage                               | um 1900                            | dreigeschossiger Walmdachbau, um 1900; ortsbildprägend | BW                             |
| Wohnhaus                             | Trierer Straße, zu Nr. 36, 38, 40 Lage               | 1569                               | Putzbau über kreuzgratgewölbtem Keller, bezeichnet 1569; bauliche Gesamtanlage | BW                             |
| Wohnhaus                             | Trierer Straße 52 Lage                               | um 1870                            | dreigeschossiger Putzbau, um 1870 aus zwei Häusern vereint; ortsbildprägend | BW                             |
| Wohnhaus                             | Trierer Straße 58 Lage                               | 1890                               | fünfachsiger Sandsteinbau, 1890 | BW                             |
| Wohn- und Geschäftshaus              | Trierer Straße 60 Lage                               | 1905                               | stattliches Eckwohn- und Geschäftshaus, Neurenaissancemotive, 1905, Architekt Marschall | Fotos hochladen                |
| Wohnhaus                             | Untere Kordel 13 Lage                                | zweite Hälfte des 19. Jahrhunderts | dreigeschossiger Putzbau, Palladio-Motiv, wohl aus der zweiten Hälfte des 19. Jahrhunderts | BW                             |
| Wohnhaus                             | Untere Kordel 39 Lage                                | 1876                               | zweiachsiger Putzbau, 1876 | BW                             |
| Wohnhaus                             | Zur Philippsburg 5 Lage                              | 1929                               | Putzbau mit spitzbogigem Satteldach, spätexpressionistische Motive, 1929, Architekt Heinz Wiemers | BW                             |
| Wohnhaus                             | Zur Schweiz 1 Lage                                   | 1865                               | dreigeschossiger Putzbau, 1865, Architekt Johann Musseleck | BW                             |
| Abachsmühle                          | nördlich der Stadt an der K 21 Lage                  | 1855                               | fünfachsiges Wohnhaus, Mühlengebäude, Ökonomien, 1855, Architekt Hubert Weinand, Tabaktrockenschuppen 1883, weiteres Wohnhaus um 1900 | BW                             |
| Eisenbahnbrücken und Tunnel          | nördlich der Stadt im Stadtwaldt Lage                | 1910                               | zwei Eisenbahnbrücken (mit begleitendem Fußgängerweg) und zwei Tunnel der 1910 eröffneten Eisenbahnstrecke von Wittlich nach Daun, alle Bauten mit einheitlicher regelmäßiger Sandsteinquaderverblendung | Fotos hochladen                |
| Kapellen                             | südlich der Stadt am Wallfahrtsweg nach Klausen Lage | ab der Mitte des 17. Jahrhunderts  | an dem ansteigenden Weg eine Gruppe religiöser Flurdenkmäler: - kleine Kapelle; Walmdachbau aus der Mitte des 17. Jahrhunderts; darin Figur der Schwarzen Muttergottes - Heiligkreuzkapelle; Putzbau mit geschweifter Haube, 1712; darin Kreuzigungsgruppe über reliefierter Predella - Sandsteinschaftkreuz, bezeichnet 1806 und 1888 - Bildstock, Pietà, 1936 | BW                             |
| Hof Failz                            | westlich der Stadt an der K 54 Lage                  | 1775                               | großzügige Hofanlage, ehemaliger Klosterhof des Stiftes St. Ursula in Köln, im 10. Jahrhundert erstmals erwähnt; Wohnhaus, bezeichnet 1775, Umbau des zweiten Wohnhauses in der Mitte des 19. Jahrhunderts, Scheune bezeichnet 1563 | BW                             |
| Schaeffers Kapellchen                | westlich der Stadt an einem Feldweg Lage             | 1882                               | auch Pitter Juseps Kapäälchie; Putzbau auf Hausteinsockel, 1882 | BW                             |
| Gut Blumenscheid                     | westlich der Stadt Lage                              | 1906–08                            | herrschaftlicher Gutshof, 1906–08, Wohnhaus mit Mansardwalmdach, Erweiterung 1926/27, Architekt Johannes Vienken | BW                             |
| Wegekreuz                            | nördlich der Stadt an der L 52 Lage                  | 1660                               | Schaftkreuz, Rotsandstein, bezeichnet 1660, Korpus vom Anfang des 20. Jahrhunderts | BW                             |

### Ehemalige Kulturdenkmäler
| Bezeichnung              | Lage                                     | Baujahr                | Beschreibung | Bild            |
| ------------------------ | ---------------------------------------- | ---------------------- | --- | --------------- |
| Wohn- und Geschäftshaus  | Burgstraße 17 Lage                       | spätes 19. Jahrhundert | historistisches Wohn- und Geschäftshaus, viergeschossiger hausteingegliederter Klinkerbau, spätes 19. Jahrhundert; aus Denkmalliste gelöscht | Fotos hochladen |
| Wohn- und Geschäftshaus  | Burgstraße 23 Lage                       | 1935                   | barockisierendes Wohn- und Geschäftshaus mit Mansarddach, bezeichnet 1935, unter Verwendung älterer Teile; aus Denkmalliste gelöscht         | Fotos hochladen |
| Wohnhaus                 | Hochstraße 30 Lage                       | um 1830                | Doppelhaushälfte, bescheidener sandsteingegliederter Putzbau, um 1830; aus Denkmalliste gelöscht                                             | BW              |
| Wohnhaus                 | Oberstraße 2 Lage                        | 1805                   | fünfachsiger Mansarddachbau, bezeichnet 1805; abgebrochen                                                                                    | BW              |
| Denkmalzone Schloßstraße | Schloßstraße 32–42 (gerade Nummern) Lage | um 1900                | späthistoristische Häusergruppe auf der Westseite der Schlossstraße, zum Teil frei stehend, um 1900; aus Denkmalliste gelöscht               | BW              |
| Wohnhaus                 | Schloßstraße 36 Lage                     | 1905                   | Putzbau mit Krüppelwalm, 1905, Architekt Jakob Marschall junior; aus Denkmalliste gelöscht                                                   | BW              |
| Wohnhaus                 | Schloßstraße 42 Lage                     | 1904                   | späthistoristischer Putzbau auf Bruchsteinsockel, 1904; aus Denkmalliste gelöscht                                                            | BW              |

## Bombogen

### Einzeldenkmäler
| Bezeichnung                   | Lage                                               | Baujahr                     | Beschreibung | Bild            |
| ----------------------------- | -------------------------------------------------- | --------------------------- | --- | --------------- |
| Pfarrkirche Mariä Himmelfahrt | Alberostraße 5 Lage                                | 1789–92                     | spätbarocker Saalbau, 1789–92                                                                                              | Fotos hochladen |
| Wegekreuz                     | Alberostraße, südwestlich der Kirche Lage          | 1711                        | Schaftkreuz, bezeichnet 1711                                                                                               | BW              |
| Bildstock                     | Alberostraße, am Aufgang zur Kirche Lage           | um 1700                     | Bildstock, um 1700 | BW              |
| Kriegerdenkmal                | Alberostraße, bei der Kirche Lage                  | 1926–28                     | Kriegerdenkmal 1914/18, 1926–28 von Josef Monz, Trier                                                                      | BW              |
| Grundschule                   | Berlinger Straße 1 Lage                            | 1908–10                     | zweiflügeliger Mansarddachbau, 1908–10, Architekt Johannes Vienken; ortsbildprägend                                        | BW              |
| Wohnhaus                      | Berlinger Straße 14 Lage                           | 1861                        | kleinbäuerliches Wohnhaus; sandsteingegliederter Putzbau, bezeichnet 1861                                                  | BW              |
| Wohnhaus                      | Berlinger Straße 23 Lage                           | 1771                        | spätbarocker Krüppelwalmdachbau, 1771, im Kern älter                                                                       | BW              |
| Hofanlage                     | Berlinger Straße 29 Lage                           | 1821                        | Hofanlage; fünfachsiges Wohnhaus, bezeichnet 1821, Scheune bezeichnet 1837                                                 | BW              |
| Rosenkranzkapelle             | Berlinger Straße 31 Lage                           | 1737                        | Putzbau mit Dachreiter, bezeichnet 1737                                                                                    | BW              |
| Wegekreuz                     | Berlinger Straße, bei Nr. 35 Lage                  | 1822                        | Schaftkreuz, bezeichnet 1822                                                                                               | BW              |
| Wohnhaus                      | Berlinger Straße 42 Lage                           | Anfang des 20. Jahrhunderts | historisierender Sandstein-/Schieferbruchsteinbau, Anfang des 20. Jahrhunderts                                             | BW              |
| Weiherhof                     | Hofstraße 2 Lage                                   | 17. Jahrhundert             | Dreiseithof; Walmdachbau, 17. Jahrhundert, Umbau (?) bezeichnet 1776                                                       | BW              |
| Heiligenhäuschen              | Maximinstraße, Ecke Berlinger Straße Lage          | 1936                        | Heiligenhäuschen, 1936 | BW              |
| Schulhaus                     | Maximinstraße 22 Lage                              | 1830–33                     | ehemalige katholische Schule; fünfachsiger Walmdachbau auf hohem Sockel, 1830–33                                           | BW              |
| Wirtshaus Gäßestrepper        | Maximinstraße 27 Lage                              | um 1800                     | Gebäudeensemble aus Krüppelwalmdachbau, im Kern wohl um 1800, Saalbau, um 1900, Tabakschuppen, Scheune; straßenbildprägend | BW              |
| Dreikönigskreuz               | südlich des Ortes an der L 54 (Eifelstraße) Lage   | 1818                        | Rotsandstein, 1818, Renovierung bezeichnet 1903                                                                            | BW              |
| Kapelle Achter Bildchen       | südlich des Ortes am Ende der Straße Zur Acht Lage | 1880er Jahre                | offener Putzbau, 1880er Jahre                                                                                              | BW              |

## Dorf

### Einzeldenkmäler
| Bezeichnung      | Lage                                               | Baujahr | Beschreibung | Bild            |
| ---------------- | -------------------------------------------------- | ------- | --- | --------------- |
| Quereinhaus      | Alftalstraße 25 Lage                               | 1836    | Quereinhaus, bezeichnet 1836, zwei Tabakschuppen | BW              |
| Hofanlage        | Alftalstraße 49 Lage                               | 1844    | Einfirstanlage, bezeichnet 1844, Tabakschuppen mit Stall, um 1900 | Fotos hochladen |
| Missionshaus     | Arnold-Jansen-Straße 1 Lage                        | 1925/26 | ehemals Missionshaus St. Paul; dreigeschossiger Walmdachbau auf Schiefersockel mit Rundturm, 1925/26, Architekt Pater Johann Beckert; einachsiger Anbau 1965; bauliche Gesamtanlage mit der Gartenwirtschaft und der angrenzenden ehemaligen Klosterkirche der Steyler Missionare (heute Autobahnkirche St. Paul), 1969–70, Architekt Peter van Stipelen, Trier | Fotos hochladen |
| Gartenwirtschaft | Arnold-Jansen-Straße, hinter dem Missionshaus Lage | 1905    | Gartenwirtschaft Volkspark, 1905, Architekt Jakob Marschall, Umbau 1922, Architekt Johann Beckert | Fotos hochladen |

## Lüxem

### Einzeldenkmäler
| Bezeichnung                        | Lage                                                    | Baujahr                    | Beschreibung | Bild |
| ---------------------------------- | ------------------------------------------------------- | -------------------------- | --- | ---- |
| Quereinhaus                        | Bombogener Straße 2 Lage                                | 1903                       | Quereinhaus, Bruchstein, 1903 | BW   |
| Wohnhaus                           | Bombogener Straße 8 Lage                                | nach 1900                  | dreiachsiger Bruchsteinbau mit Eingangsanbau, kurz nach 1900                                                                                                 | BW   |
| Wohnhaus                           | Bombogener Straße 16 Lage                               | 1925                       | quereinhausartiger Bruchsteinbau, Tabakschuppen, 1925 | BW   |
| Quereinhaus                        | Bombogener Straße 19 Lage                               | 1834                       | Quereinhaus mit Tabakschuppen, bezeichnet 1834; Nischenfigur, 18. Jahrhundert                                                                                | BW   |
| Wohnhaus                           | Bombogener Straße 22 Lage                               | 1927                       | dreiachsiges Wohnhaus mit Wirtschaftsteil, Bruchsteinbauten, 1927, rückwärtig Tabakschuppen                                                                  | BW   |
| Quereinhaus                        | Bombogener Straße 24 Lage                               |                            | Quereinhaus mit anschließendem Stall und Scheune | BW   |
| Quereinhaus                        | Bombogener Straße 26 Lage                               |                            | Quereinhaus mit anschließendem Stall und Scheune, Tabakschuppen                                                                                              | BW   |
| Tabakschuppen                      | Bombogener Straße, gegenüber Nr. 39 Lage                | 1952                       | ein dreieinhalbgeschossiger Holzbau, 1952 und 1956, Architekt Leo Bastgen                                                                                    | BW   |
| Wegekreuz                          | Grünewaldstraße, bei Nr. 2 Lage                         | Mitte des 18. Jahrhunderts | Kapitell und Kreuz eines ehemaligen Schaftkreuzes, Mitte des 18. Jahrhunderts                                                                                | BW   |
| Wohnhaus                           | Grünewaldstraße 7 Lage                                  | 1906/07                    | Putzbau mit Fachwerkgiebel, 1906/07, Architekt Johannes Vienken, Schmiede und Ökonomie, späteres 19. Jahrhundert                                             | BW   |
| Quereinhaus                        | Im Bungert 13 Lage                                      | vor 1828                   | Quereinhaus, vor 1828, rückwärtig Tabakschuppen | BW   |
| Wohnhaus                           | Vitelliusstraße 4 Lage                                  | 18. Jahrhundert            | sandsteingegliederter Putzbau, im Kern aus dem 18. Jahrhundert, Backofenanbau, bezeichnet 1864, Kniestock wohl gleichzeitig                                  | BW   |
| Quereinhaus                        | Vitelliusstraße 5 Lage                                  | 18. Jahrhundert            | Quereinhaus, bezeichnet 1859, im Kern älter, Keller bezeichnet 1740, Stall bezeichnet 1792; straßenbildprägend                                               | BW   |
| Hofanlage                          | Vitelliusstraße 8 Lage                                  | vor 1828                   | Hofanlage, vor 1828; Wohnhaus, Ökonomie, Tabakschuppen | BW   |
| Katholische Kirche Maria Magdalena | Vitelliusstraße 10a Lage                                |                            | im Kern spätmittelalterlicher Chorturm, kleiner Saalbau; oktogonaler Erweiterungsbau, 1963–65, Architekt Peter van Stipelen; mit Ausstattung                 | BW   |
| Kreuze                             | Vitelliusstraße, bei Nr. 10a am Aufgang zur Kirche Lage | 18. Jahrhundert            | Schaftkreuz, Pietà, Mitte des 18. Jahrhunderts; Pietà, frühes 18. Jahrhundert; Schaftkreuz, Pietà, 18. Jahrhundert; Relief, Heilige Familie, 18. Jahrhundert | BW   |
| Kindergarten                       | Vitelliusstraße 14 Lage                                 | 1907/08                    | ehemalige Mädchenschule; asymmetrischer Putzbau auf Bruchsteinsockel, Fachwerkerker, 1907/08, Architekt Johannes Vienken; ortsbildprägend                    | BW   |
| Wegekreuz                          | Wilhelm-Busch-Straße, bei Nr. 4 Lage                    | 1845                       | gotisierendes Schaftkreuz, 1845 von Bildhauer Meilen, Wittlich                                                                                               | BW   |
| Bernardi-Kreuz                     | südwestlich des Ortes Lage                              | 1741                       | Bernardi-Kreuz, bezeichnet 1741 | BW   |

## Neuerburg

### Denkmalzonen
| Bezeichnung                 | Lage                                            | Baujahr | Beschreibung                                                                                     | Bild |
| --------------------------- | ----------------------------------------------- | ------- | ------------------------------------------------------------------------------------------------ | ---- |
| Denkmalzone Buchenstraße 9  | Buchenstraße 9 Lage                             | 1830    | ehemalige Hofanlage; Krüppelwalmdachbau, bezeichnet 1830                                         | BW   |
| Denkmalzone Ruine Neuerburg | südlich des Ortes auf dem Neuerburger Kopf Lage | 1140–46 | 1140–46 errichtete erzbischöfliche Burg, 1260–68 erweitert, 1689 zerstört; fragmentarische Reste | BW   |

### Einzeldenkmäler
| Bezeichnung                           | Lage                                       | Baujahr         | Beschreibung | Bild |
| ------------------------------------- | ------------------------------------------ | --------------- | --- | ---- |
| Gemeindetabakschuppen                 | Akazienstraße Lage                         | 1950er Jahre    | Gemeindetabakschuppen, 1950er Jahre, Architekt Leo Bastgen | BW   |
| Wegekreuz                             | Akazienstraße, Ecke Eichenstraße Lage      | 1706            | Wegekreuz; Rotsandstein, 1706, wohl aus der Werkstatt Gebrüder Wolff, Wittlich                                                                                      | BW   |
| Gemeindeforstamt                      | Birkenstraße 4 Lage                        | 1910–12         | eingeschossiger Putzbau mit Eckloggia, 1910–12, Architekt Johannes Vienken; Wirtschaftsgebäude                                                                      | BW   |
| Tür                                   | Buchenstraße, an Nr. 11 Lage               | nach 1840       | geohrte Rahmung, nachklassizistisches Türblatt, nach 1840 | BW   |
| Quereinhaus                           | Eichenstraße 15 Lage                       | 17. Jahrhundert | Quereinhaus, im Kern aus dem 17. Jahrhundert, Erneuerungen in der zweiten Hälfte des 18. Jahrhunderts, 1840, um 1900; ortsbildprägend; Takenanlage, 17. Jahrhundert | BW   |
| Katholische Filialkirche St. Nikolaus | Eichenstraße 16a Lage                      | 1872/73         | ortsbildprägender neugotischer Saalbau mit hohem Turm, 1872/73, Architekt wohl Heinrich Bruck; mit Ausstattung                                                      | BW   |
| Wohnhaus                              | Eichenstraße 22 Lage                       | 18. Jahrhundert | zweiachsiges Wohnhaus, im Kern aus dem 18. Jahrhundert, Wirtschaftsteil wohl jünger, Tor um 1900                                                                    | BW   |
| Hofanlage                             | Eichenstraße 57 Lage                       | 1835            | Krüppelwalmdachbau, bezeichnet 1835 und 1907; Ökonomie mit Krüppelwalmdach, bezeichnet 1832; daneben bis 1997: Friedenseiche von 1815, 1997 gefällt                 | BW   |
| Nikolaus-Kapelle                      | nördlich des Ortes Lage                    | 17. Jahrhundert | Putzbau; im Innern Sandsteinrelief des Heiligen Nikolaus, 1811 | BW   |
| Scheuerhof                            | südlich des Ortes (Hofstraße) Lage         | 17. Jahrhundert | Dreiseithof, um 1840, im Kern älter (Renaissance und 18. Jahrhundert); Walmdachbau, zwei Wirtschaftsanbauten, Tabakschuppen                                         | BW   |
| Bergs Bildchen                        | südwestlich des Orts; Flur Unter Olig Lage | um 1840         | Putzbau mit Pyramidendach, um 1840 | BW   |

### Ehemalige Kulturdenkmäler
| Bezeichnung | Lage                 | Baujahr         | Beschreibung | Bild |
| ----------- | -------------------- | --------------- | --- | ---- |
| Quereinhaus | Eichenstraße 43 Lage | 18. Jahrhundert | Quereinhaus, im Kern aus dem 18. Jahrhundert, Kniestock bezeichnet 1819, Tabakschuppen; ortsbildprägende bauliche Gesamtanlage mit Nr. 45; aus Denkmalliste gelöscht | BW   |
| Quereinhaus | Eichenstraße 45 Lage | 1732            | Quereinhaus, bezeichnet 1732, Kniestock aus dem 19. Jahrhundert, Tabakschuppen; ortsbildprägende bauliche Gesamtanlage mit Nr. 43; aus Denkmalliste gelöscht         | BW   |

## Wengerohr

### Denkmalzonen
| Bezeichnung                    | Lage                   | Baujahr | Beschreibung                                                                                            | Bild            |
| ------------------------------ | ---------------------- | ------- | --- | --------------- |
| Denkmalzone Reichsbahnsiedlung | Auf dem Hügel 2–9 Lage | 1903–20 | zusammenhängende Gruppe von acht unterschiedlichen Häuser mit Nebengebäuden, Reformarchitektur, 1903–20 | Fotos hochladen |

### Einzeldenkmäler
| Bezeichnung                       | Lage                                                            | Baujahr                | Beschreibung | Bild            |
| --------------------------------- | --------------------------------------------------------------- | ---------------------- | --- | --------------- |
| Kapelle St. Johannes Evangelist   | Bernkasteler Straße 14 Lage                                     | 1523                   | Chor, bezeichnet 1523, Saal 1593–96, Vorhalle und Dachreiter aus dem 19. Jahrhundert                              | Fotos hochladen |
| Hofanlage                         | Bernkasteler Straße 16 Lage                                     | frühes 19. Jahrhundert | ehemalige Hofanlage, wohl aus dem frühen 19. Jahrhundert; Wohnhaus, Backofen, Tabakschuppen, Ökonomie             | Fotos hochladen |
| Wegekreuz                         | Bernkasteler Straße, neben Nr. 16 Lage                          | 1770                   | Schaftkreuz, bezeichnet 1770 (Kruzifix und Maria Abgüsse, Johannes neu nach alten Vorbildern)                     | Fotos hochladen |
| Quereinhaus                       | Eifelstraße 1 Lage                                              | um 1900                | Quereinhaus, um 1900; zweieinhalbgeschossiger sandsteingegliederter späthistoristischer Wohnteil; ortsbildprägend | Fotos hochladen |
| Wegekreuz                         | Eifelstraße, bei Nr. 25 Lage                                    | 18. Jahrhundert        | Wegekreuz; Rotsandstein, 18. Jahrhundert, neugotisches Kreuz mit Metallkorpus, um 1900                            | Fotos hochladen |
| Friedhofskapelle Heilig Kreuz     | Wittlicher Straße, auf dem Friedhof Lage                        | 1930                   | hausartiger Putzbau mit Dachreiter, 1930; mit Ausstattung aus dem 18. Jahrhundert                                 | Fotos hochladen |
| Katholische Pfarrkirche St. Peter | Wittlicher Straße 4 Lage                                        | 1950er Jahre           | Satteldachbau mit quadratischem Turm, 1950er Jahre; ortsbildprägend                                               | Fotos hochladen |
| Wegekreuz                         | Wahlholzer Straße, bei Nr. 1 Lage                               | 1669                   | Schaftkreuz von 1669, 1954 überarbeitet                                                                           | Fotos hochladen |
| Wegekreuz                         | östlich des Ortes an der Römerstraße nördlich von Wahlholz Lage | 1892                   | Schaftkreuz, Sandstein, 1892, Steinzeugkorpus aus dem frühen 20. Jahrhundert                                      | Fotos hochladen |